# 中车青岛四方车辆研究所
中车青岛四方车辆研究所有限公司（英語：CRRC Qingdao Sifang Rolling Stock Research Institute Co., Ltd.），简称“四方所”、“四研”，是中国中车股份有限公司的全资子公司之一，是中华人民共和国山东省青岛市的一家轨道车辆专业技术研究所，公司总部和产业园区分别位于市北区和城阳区（红岛经济区），现拥有轨道交通装备、汽车零部件等业务板块和六大业务主体、两家全资子公司、三家中外合资企业。四方所前身为铁道部四方车辆研究所，始创于1959年，于2000年由科研事业单位转制为企业。

## 历史

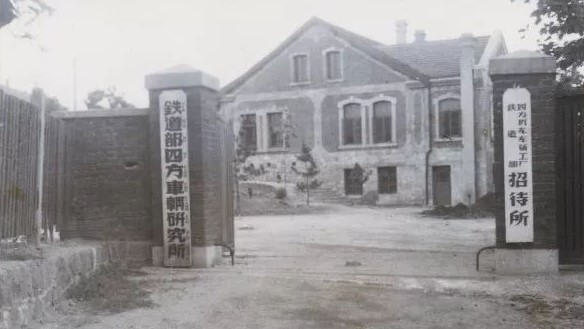
四方车辆研究所建所之初位于青岛杭州路3号四方机厂招待所

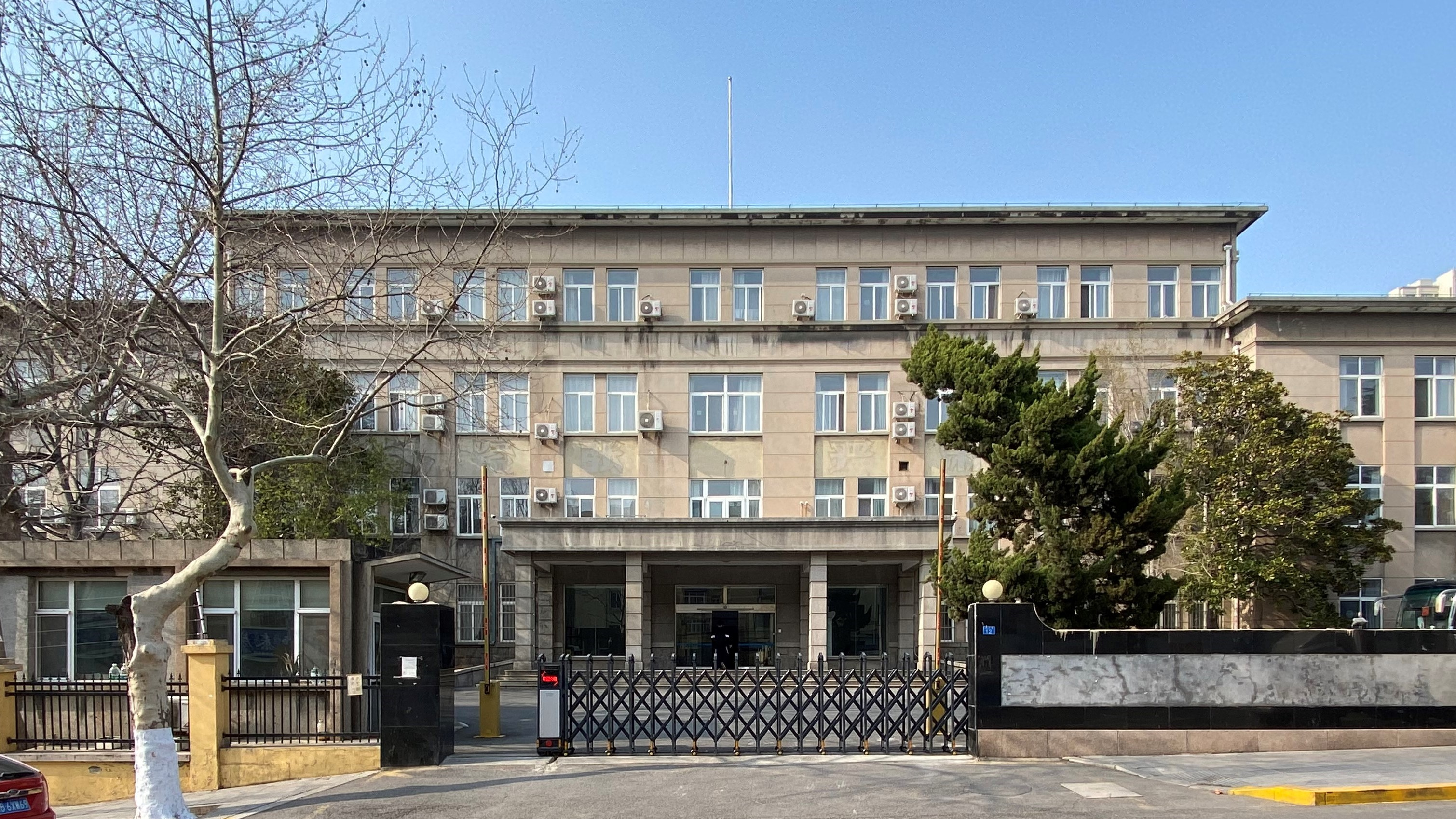
1965年建成的嘉兴路12号四方车辆研究所大楼

1957年，中华人民共和国铁道部为进一步提高中国铁路机车车辆的科学技术水平，培养自己的科研人才，做出了建立铁路机车车辆研究机构的决定。为了使机车车辆工业能沿着生产与科研相结合的方向发展，铁道部决定对原有的研究所进行改制，组建新的研究所，分别按不同的专业分工成立四个新的机车车辆研究所。同年，第一机械工业部机车车辆科学研究所迁往辽宁大连，与大连技术研究所合并，成立铁道部大连机车车辆研究所（大连所）。1959年，大连所的车辆技术研究部门全体人员和试验设备迁往山东青岛，并从青岛四方机车车辆工厂等单位抽调部分人员，于1959年5月16日正式组建铁道部四方车辆研究所。与此同时，大连所的生产工艺研究部门迁往江苏常州，成立了铁道部戚墅堰机车车辆工艺研究所，大连所更名为大连热力机车研究所，后来又更名为铁道部大连内燃机车研究所。
当时的四方所是铁道部直属的铁道车辆专业研究所，主要从事铁道车辆及零部件的研究设计；参与新产品的开发；解决既有车辆的技术改造和重大技术问题；组织车辆标准的制订和归口管理工作；搜集和传播国内外车辆技术情报信息；及进行铁道车辆及零部件各种性能试验和检测。至1965年，四方所已经建成了科研楼和试验车间，装备了车体静强度试验台、滚动试验台、保温试验室和动力学试验车等一批研究试验设备。1980年代起，由于中国铁路技术装备现代化的步伐加快，原有四方车辆研究所的规模和设施，已不适应铁路运输和机车车辆工业发展的要求，四方所着手规划和筹建能够承担铁道车辆及零部件试制试验任务，具有的试验设备、检测仪器达到国内先进水平的湖岛试验区。1986年11月，四方所湖岛试验区一期建设完毕并投入使用。1996年5月，研究所所部迁址湖岛新所区。
自1960年代起，四方所主持或参与了许多车辆新产品的设计、研制和试验工作，先后研发了铝合金低重心轻快列车、中国第一列双层客车、北京地铁列车、GK型空气制动机、25.5米轻快稳客车、BJ-2型地铁列车、KF5-100型液压自翻车、K16型95吨矿石漏斗车、无轴箱货车滚动轴承等。1963年7月和1964年1月，四方车辆研究所情报室先后创办了《铁道车辆》和《国外铁道车辆》两本技术刊物，宣传国内有关铁道车辆的方针、政策，传播国内外铁道车辆研究试验、设计制造、运用检修等方面的成果和动态，对中国的车辆专业学术交流具有重要意义。许多由四方所开发、生产的主要产品被广泛应用在中国铁路客车上，例如空气干燥器、单元制动缸、客车铝窗、空气弹簧、F8电空制动机、JZ-7电空制动装置、防滑器试验台和客车橡胶风挡等。2002年，四方所承担了DJJ2型“中华之星”高速列车的车轮设计与试验、整车滚动振动、热工、空调与强度试验、列车供电、网络监控、接地以及密接式钩缓装置等新技术与产品装车；2005年，四方所自行开发的直流600V列车供电技术、网络无线传输技术和密接式钩缓装置等新技术开始在25T型客车上装车使用。同时四方所还是中国的高速列车研制单位之一，开发的WTB/MVB列车网络监控装置、电气综合控制柜、密接式钩缓装置等均在高速列车装用，并在电气、减振、钩缓、制动四项技术上分别与国外企业合作，获得高速动车组和大功率电力机车子系统和关键部件供应商资格。
2000年，根据国家科技部的要求，四方所由事业型科研单位转制为科研型企业单位。同年，随着国企主辅分离、辅业改制的浪潮，中国铁路机车车辆工业总公司重组为中国北方机车车辆工业集团公司和中国南方机车车辆工业集团公司，四方所作为重要组成部分划归为中国北车集团，更名为中国北车集团四方车辆研究所。2002年，四方所确定了技术研发与技术产业化发展并举的发展战略，重点发展轨道车辆电气、减振、钩缓、制动四项产业和研究试验及技术服务业务。2007年，四方所整体改制为有限责任公司，更名为青岛四方车辆研究所有限公司。
2020年9月，中车青岛四方车辆研究所加入国际铁路联盟成为其附属成员。

## 子公司

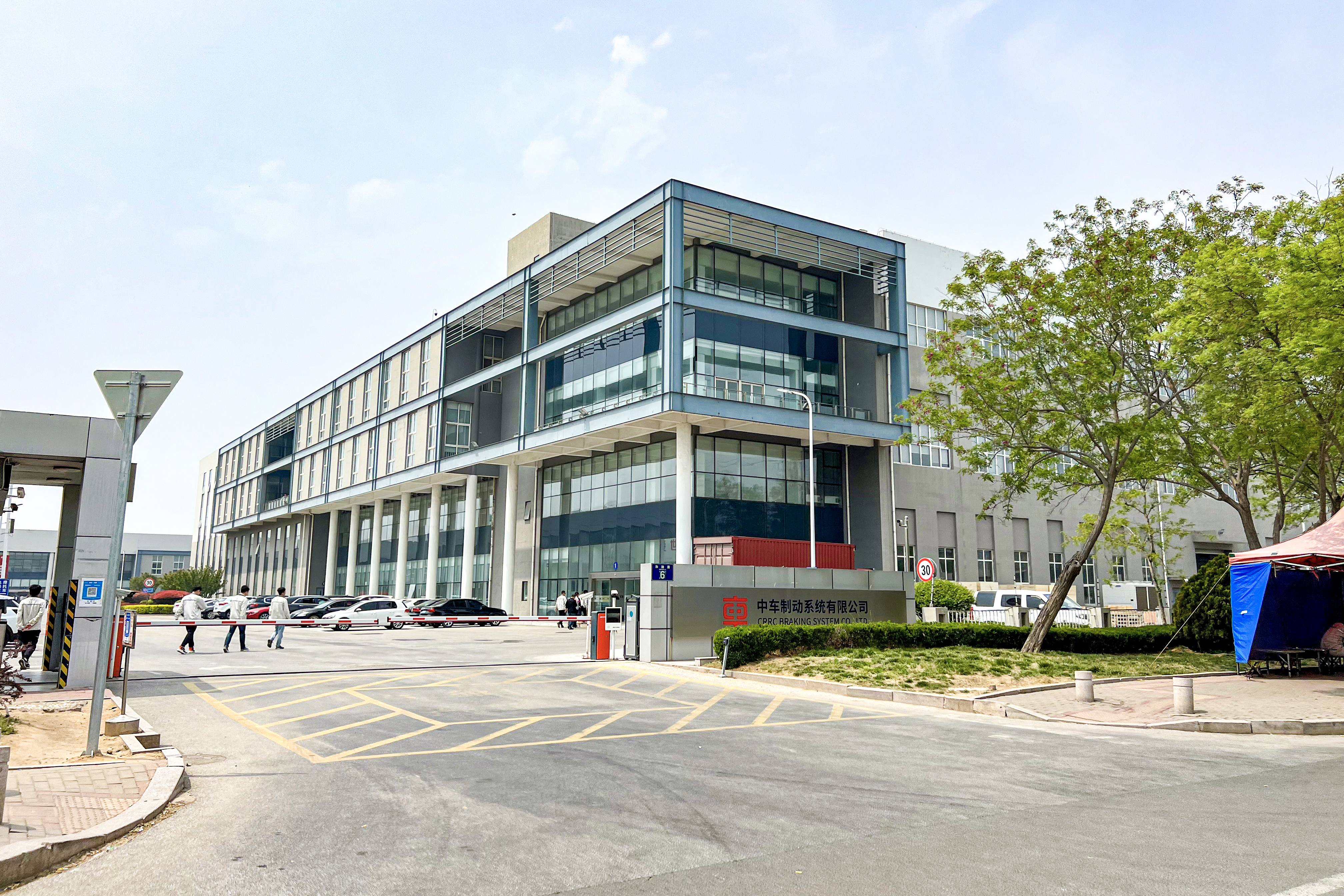
中车制动系统有限公司

- 2014年起，天津中车机辆装备成为了四方研究所控股的公司[4]。